# Cintura di Bucarest
La Cintura di Bucarest (in romeno Centura București), denominata DNCB, è la strada ad anello che circonda Bucarest.

## Caratteristiche
Può essere considerata una sorta di tangenziale o raccordo, anche se al momento ne differisce per diverse caratteristiche, quali la parte sud (40 km) ancora a due sole corsie di marcia con incroci a raso e la parte nord (32 km) a quattro corsie con spartitraffico ma con gli incroci ancora quasi tutti a raso. Ecco perché, in attesa della fine dei lavori di completamento (inizialmente previsti per metà 2012) a quattro corsie della parte sud e delle sopraelevate negli incroci a raso per tutta la lunghezza, non può essere ancora considerato in pieno un raccordo.
La costruzione della Centura fu voluta da Ceausescu negli anni '60 ed è rimasta a due corsie fino al 2007, anno di inizio dei lavori di raddoppio. Nel giugno 2011 sono stati inaugurati i primi 32 km della Centura Nord a quattro corsie, mentre alla fine del 2011 sono iniziati i lavori per il raddoppio degli ultimi 40 km.
La lunghezza totale del percorso è di 72 km.
Nel 2017 è stata appaltata la realizzazione di un by-pass meridionale di 52 km esterno alla Centura concepito come parte del Ring 0, il futuro nuovo raccordo anulare intorno alla Capitale.

## Percorso

### Centura Nord
| CENTURA NORD |                                |
| Tipo         | Indicazione                    |
|              | Autostrada A2                  |
|              | Pantelimon                     |
|              | Afumati                        |
|              | Autostrada A3                  |
|              | Otopeni Aeroporto Henri Coanda |
|              | Mogoșoaia                      |
|              | Chitila                        |

### Centura Sud
| CENTURA SUD |                  |
| Tipologia   | Indicazione      |
|             | Autostrada A1    |
|             | Bragadiru        |
|             | Jilava           |
|             | Popesti-Leordeni |